# Ланюк Юрій Євгенович
Юрій Євгенович Ланюк (нар. 7 червня 1957 року, Львів) — український композитор, Член Національної Спілки композиторів України, лауреат I премії Республіканського конкурсу віолончелістів ім. М. Лисенка (1974 р.), лауреат премії ім. Л. Ревуцького (1990 р.) та премії ім. Б. Лятошинського (2000 р.), лауреат обласної премії «Львівська Слава» (2002), лауреат Національної премії України ім. Т. Шевченка (2005). Заслужений діяч мистецтв України (2008).

## Життєпис
Закінчив Львівську Державну консерваторію ім. М. Лисенка як віолончеліст у 1980 році (клас Євгена Шпіцера) та у 1985 році — композицію (клас Дезидерія Задора). У 1982 закінчив як віолончеліст асистентуру-стажування при Київській Державній консерваторії ім. П. Чайковського (клас проф. Червова В. С.). З 1984 року працює на посаді викладача, згодом — доцента, професора кафедри струнно-смичкових інструментів та композиції Львівської державної консерваторії (нині Музична академія ім. М. Лисенка). З його класу виходять професійні інструменталісти та композитори, лауреати всеукраїнських та міжнародних конкурсів.
Є членом Комітету з Національної премії України імені Тараса Шевченка (з грудня 2016).

## Творчість
За висловом Л.Кияновської, творче кредо композитора — «написати такий твір, що не має прямих аналогів до творів інших митців і навіть до своїх власних попередніх опусів», на її думку композитор лишається прихильником «радикальної манери письма», його твори написані "раціонально, винахідливо, з глибоким замилуванням до невичерпних технічних можливостей сучасного звуковидобування, і, разом з тим, проявом власних ліричних рефлексій крізь призму «раціо».
У творчому доробку композитора:
- Скарга терну на слова Богдана-Ігора Антонича для сопрано і камерного оркестру (1976/91)
- Спів для рівнодення на слова Сен-Жон Перса для сопрано, баритона і оркестру (1977/91)
- Музика до телефільму Меланхолійний вальс за мотивами повісті Ольги Кобилянської (1990)
- Забута земля за мотивами новел Василя Стефаника для симфонічного оркестру і сопрано (1992)
- Мисливець Ґракх на тексти Франца Кафки для баритона і камерного оркестру (1993)
- Соната чекання для віолончелі, фортепіано і чотирьох мелодичних голосів (1993)
- ТанГОпак для фортепіано і ударних (1994), версія для фортепіано, ударних і струнних (1996)
- Музика для Решерш для дев'яти інструментів (1994—1996)
- Палімпсести на тексти Василя Стуса і канонічні тексти для солюючої скрипки, мішаного хору та симфонічного оркестру (1994/98-99)
- Музика для спогадів, нових притч та проповідей на тексти Н. Парри (переклад на українську мову Б. Бойчука) для сопрано, баритона і симфонічного оркестру (1997—1998)
- Музика з книги Стайнених Просторів та Елегії для Птаха Сяйва для солюючих віолончелі та фортепіано, двох струнних квартетів (2000)
- … вузли життя, немов вузли пташиних льотів (Б.-І. Антонич) для флейти, гобоя, альта, віолончелі та фортепіано (2001)
- Благовіщення для скрипки соло, мішаного хору і струнного оркестру (2003)
- Пісні потойбіч людей для меццо-сопрано, фортепіано і струнних (2004)
- Цикл хорових творів a cappella на тексти Українських поетів (Т. Шевченко, П. Тичина, В. Барка) (2005-…)
- Мелодія для гри на сурмі на львівській ратуші.